# N-Methylformanilid
N-Methylformanilid ist eine chemische Verbindung aus der Gruppe der Carbonsäureamide.

## Gewinnung und Darstellung
N-Methylformanilid kann durch Umsetzung von N-Methylanilin mit Ameisensäure in siedendem Toluol oder bei der Oxidation von N,N-Dimethylanilin mit Mangan(IV)-oxid in Chloroform gewonnen werden.

## Eigenschaften
N-Methylformanilid ist eine brennbare, schwer entzündbare, farblose Flüssigkeit mit charakteristischem Geruch, die wenig löslich in Wasser ist.

## Verwendung
N-Methylformanilid wird als Formylierungsmittel für bestimmte Organometallverbindungen und in Kombination mit Phosphorylchlorid für Vilsmeier-Haack-Reaktionen und in Heterocyclen-Synthesen verwendet. Ferner wirkt es als Quellmittel beim Färbeprozess von meta-Aramidfasern.